# Ivo Zbožínek
Ivo Zbožínek (24 maggio 1977) è un ex calciatore ceco, di ruolo difensore.